# 백과전서
《백과전서 혹은 과학, 예술, 기술에 관한 체계적인 사전》(프랑스어: Encyclopédie, ou dictionnaire raisonné des sciences, des arts et des métiers), 흔히 《백과전서》는 18세기 프랑스의 백과전서파에 의해 만들어진 백과사전이다.
제1권이 1751년에 출판된 이후 1772년까지 35권, 71818개 항목, 3129개의 일러스트레이션이 발행되었다. 볼테르, 몽테스키외, 루소, 케네 등도 집필에 참여하였다. 가장 많은 항목을 쓴 사람은 루이 드 조퀴르로, 1759년부터 1765년 사이에 17,266개 항목을 작성했고 이는 백과전서 전체 분량의 25%에 이른다.

## 기원

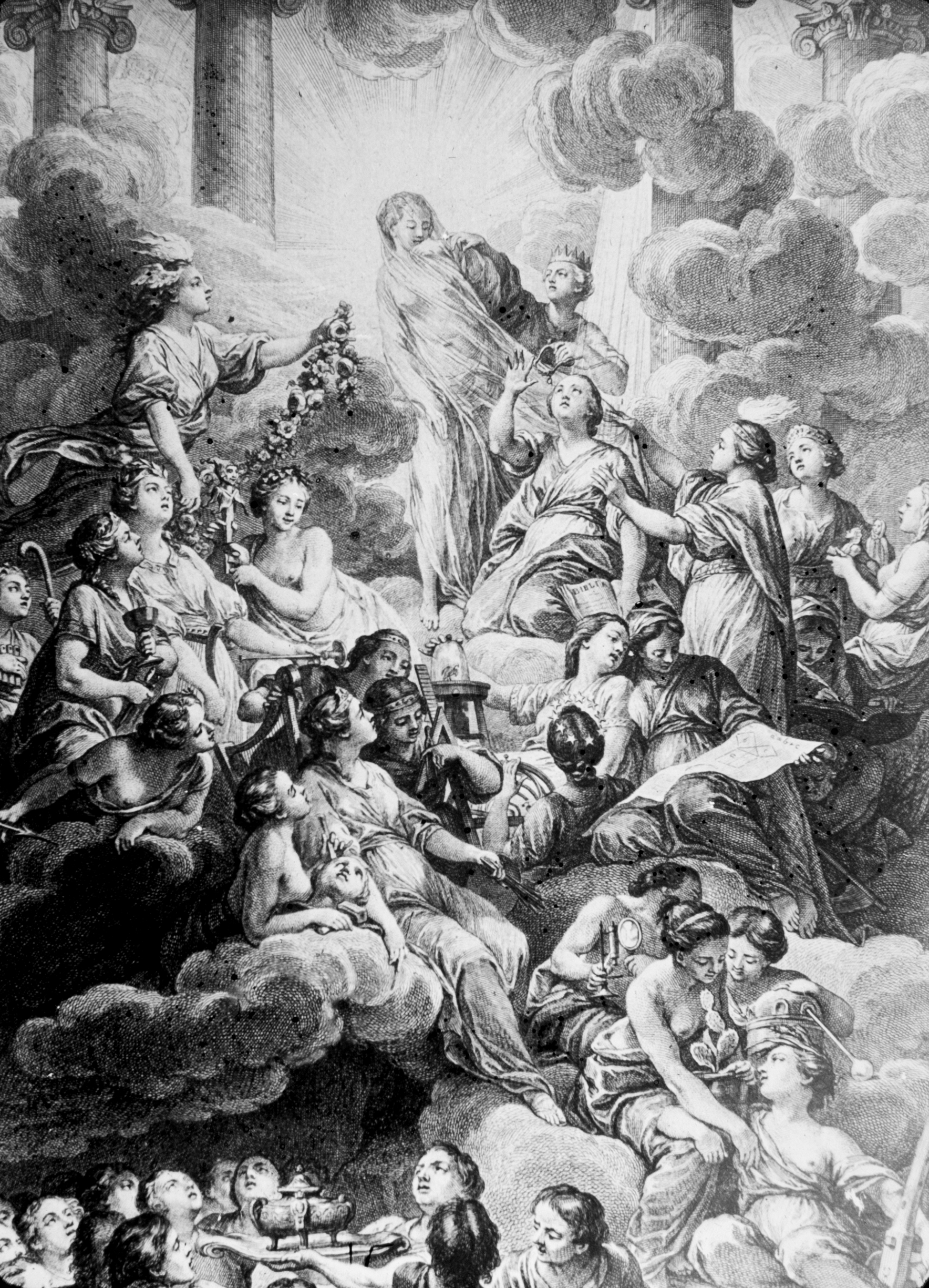
백과전서 1772년판 권두화에서 뽑은 그림. 샤를니콜라 코섕)이 그렸고 보나벵튀르 루이 프뢰보스가 새겼다. 이 그림은 수많은 상징으로 가득하다. 가운데 서 있는 인물은 진리를 상징하며 밝은 빛(계몽주의의 중심 상징)이 주위를 감싸고 있다. 이성과 철학을 상징하는 오른쪽의 두 인물은 진리를 감싼 베일을 찢고 있다.

처음에는 1728년에 출간된 이프라임 챔버스의 백과전서의 프랑스어 번역으로 시작되었다. 이후 드니 디드로가 다수의 유물론자들이 참여하면서 백과전서는 단순한 지식 전달의 창구가 아니라 전통적인 관념과 종교적 질서에 대한 옹호자들을 무찌르기 위한 무기로 변화하게 된다.

## 집필
백과전서를 집필한 사람들은 대부분 계몽주의 철학가들이었는데 이들을 백과전서파라고 한다.볼테르, 몽테스키외, 루소, 케네 등이 집필에 참여했다. 편집자는 디드로와 달랑베르였다. 백과전서의 서문은 달랑베르가 썼다.
달랑베르는 서문에서 다음과 같이 말했다.
"우리가 대중 앞에 내놓는 백과사전은 그 제목이 알려주듯 일군의 문인들의 저작이다. 우리가 비록 그 안에 속하지는 않더라도 그들은 모두 높은 평가를 받는 인사들이며 또한 그만한 평가를 받을 만하다고 확신할 수 있다고 믿는다. 현명한 자들만이 할 수 있는 판단을 내리고자 하는 것은 아니지만, 적어도 모든 일에 앞서 이 거대한 기획의 성공을 헛되이 할 수 있는 반론을 제거하는 것은 우리의 의무이다. 따라서 우리는 우리의 힘에 벅찬 이 무게를 우리 홀로 지려는 경솔함을 행하지 않으면, 편집자로서의 우리의 기능은 주로 상당한 부분이 우리에게 완전히 제공된 자료들을 정리하는 데 있다고 선언한다."
귀스타브 랑송은 달랑베르의 서문을 "이것은 과학의 기원에 대한 넓은 견해이며 이성과 진보의 세기인 18세기의 변호이다"고 평가했다. 또 볼테르는 백과전서의 서문에 대해 이렇게 말했다. "이것은 웅대하고도 슬기로운 건축물의 현관에 불과하지만, 과학의 전당을 예고하고 있었다. 그러나 그것은 질투와 무지에게 무장할 것을 예고하고 있었다.
이 책을 고발한 프랑스 검찰은 '이것은 유물론을 주장하고 종교를 파괴하고 자유정신을 고취하기 위해 결성된 단체'에 의해 제작된 것이라고 말했는데 엄밀히 따지면 틀린 말이 아니었다.
《백과전서》는 계몽주의 철학자들을 하나의 당파로 만들고 개개인의 사상을 하나의 주의로 만들었는데 그것은 합리적인 철학의 총화 같은 것이었다.

## 출판
서적상인 앙드레 르 브르통은 디드로에게 체임버스 백과사전(Cyclopaedia, or Universal Dictionary of Arts and Sciences)을 불어본으로 번역해보지 않겠냐고 제의를 해왔다. 디드로는 그 제안을 받아들였고, 번역의 취지 자체를 바꾸어버렸다. 체임버스 백과사전을 다시 번역하는 것이 그치지 말고, 세상의 모든 새로운 개념, 능동적인 작가, 새로운 지식을 하나의 지붕 아래에 담자고 설득한 것이다.
그의 열정은 서적상들을 자극하였고, 처음보다 더 많은 예산을 만들어내게 했다. 달랑베르는 디드로의 동료가 되기로 하였으며, 정권의 승인을 얻었다. 1750년에 식자층에게 전달된 취지서는 프로젝트의 시작을 알렸으며, 1751년에 첫 번째 권이 출간되었다. 마지막 권이 출간된 것은 1765년이었고 백과전서, 과학-예술-기술의 구조적인 사전의 마지막 권이 독자 손에 쥐여진 것은 1772년이었다.
이 20여 년 동안 디드로는 단지 사전편찬이라는 단조로운 고역만을 감내했던 것이 아니다. 그는 끊임없는 정치적 박해에 시달렸고 동지들의 이탈로 고통받아야 했다.

## 금서 지정
로마 가톨릭교회와 예수회 성직자들은 백과전서파의 성장이 자신들의 철학적 입장을 위태롭게 한다고 인식했다.
그리고 백과전서의 구독자가 2천명에서 4천명으로 늘어났을 때 성직자들의 인내심은 폭발하였다. 백과전서의 인문주의적이고 개혁적인 성향 때문에 예수회 등 반대파 진영의 공격과 탄압이 끊이지 않았다. 또한 프랑스 지배 계층도 백과사전파를 달갑지 않게 생각하기 시작했는데, 백과전서는 종교적 관용, 사상의 자유, 과학과 기술의 가치 등에 대해 논했기 때문이다. 국가권력이 가장 중요하게 고려해야 하는 것이 민중이라며 백과사전파가 강력히 설파했던 점도 프랑스 지배 계층을 위태롭게 만들었다. 결국 1752년 2월 왕정은 백과전서를 금서로 지정했다. 덕분에 백과전서는 공개적으로 출판하는 것 자체가 어려워졌고 비밀리에 출판되는 수밖에 없었다.

디드로는 출간과정에서 벵센감옥에 투옥되고 유죄판결을 받았다. 또 자신의 저서 철학적 사색은 압수되어 소각당했다.
탄압이 시작되자 달랑베르는 백과전서 관련 업무들을 1판이 나온 후 포기하였다. 튀르고를 비롯한 몇몇 인사들도 악평을 받고 있던 백과전서에 대한 기고를 거부했다. 그래서 디드로는 혼자서 수백 편의 글을 써나가기 시작했다. 짧은 글들도 있었지만, 거의 대부분 꽤나 긴 글들이었다. 게다가 다른 기고자들 원고의 고증 작업을 대신하면서 다듬는 도중 시력에 손상을 입기도 하였다. 그는 낮에는 작업장에서 각종 시스템에 대해 익히고, 밤에는 낮에 익힌 것들을 글로 풀어내는 식으로 집필을 계속해 나갔다. 실로 미치치 않으면 할 수 없었던 그 작업 사이에도 경찰을 비롯한 각종 사람들로부터 지속적인 위협에 시달려야 했다.
끝이 나지 않을 것 같던 작업이 끝났지만 결국 그의 고행은 빛을 발하지 못했다. 권력의 비위를 건드릴까 두려웠던 출판업자들이 위험성 있는 텍스트 일부를 제거하고 출판했기 때문이다. 쓰라린 20여 년이 남긴 기념비는 이렇게 돌이킬 수 없는 손상을 입었다.

## 백과전서의 의의
백과전서는 로마 가톨릭교회가 지배하던 중세의 어둠을 거둬낸 계몽주의 철학의 금자탑이다. 백과전서는 철학자들을 하나의 당파로 만들었고 개개인의 사상을 하나의 주의로 만들었다. 귀스타브 랑송은 이렇게 평가했다. "그것은 하나의 합리적인 철학의 총화 같은 것이었다. 그것은 이성은 만능이며 최고의 것이 되지 않으면 안된다는 이 일반적인 원리를 믿는 모든 사람들에게, 의견과 해결책과 계획과 희망을 공급했다."

## 같이 보기
- 지식의 민주화